# Шанари (Чебоксарський район)
Шана́ри (рос. Шанары, чув. Шанарпуç) — присілок у складі Чебоксарського району Чувашії, Росія. Входить до складу Сіньяльського сільського поселення.
Населення — 131 особа (2010; 119 у 2002).
Національний склад:
- чуваші — 97 %